# Heterofonie
Heterofonie je primitivní forma vícehlasu. Po většinu skladby zní jednohlas s občasnými vybočeními nebo ozdobami druhého hlasu. V Evropě se vyskytovala ve vokální i vokálně instrumentální hudbě raného středověku. Ve 21. století je heterofonie využívána například v hudbě japonské, či hudbě některých etnik Afriky a jižní Asie.